# Ex Works
EXW (англ. Ex Works), або (Франко завод (…назва місця)) — термін інкотермс 2000 та 2010, який означає, що продавець вважається таким, що виконав свої зобов'язання з постачання, коли він надасть товар у розпорядження покупця на своєму підприємстві чи в іншому названому місці (наприклад: на заводі, фабриці, складі тощо). Продавець не відповідає за навантаження товару на транспортний засіб, а також за митне очищення товару для експорту.
Імпортер (покупець) повинен укласти договір з перевізниками товару і сплатити перевезення від підприємства продавця до пункту призначення, включаючи вантаження, отримати експортні ліцензії, виконати і сплатити митні процедури, а також податки і збори, сплатити товар продавцеві за ціною виробника.
Всі ризики випадкового псування і загибелі товару, починаючи з моменту надання його продавцем (експортером), несе покупець.